# Chiesa della Natività della Beata Vergine Maria (Merlara)
La chiesa di Natività della Beata Vergine Maria è la parrocchiale a Merlara, in provincia e diocesi di Padova; fa parte del vicariato di Montagnana-Merlara.

## Storia
La prima citazione di una chiesa a Merlara risale al 996. Nella decima papale del 1297 è specificato che, accanto all'arciprete-pievano di Merlara, esisteva un capitolo di quattro canonici. Dalla relazione della visita pastorale del 1489, s'apprende che la pieve di Merlara aveva tre navate e che il campanile era stato edificato nel XIV secolo. L'antica chiesa di Merlara, ristrutturata nel 1545, fu demolita nel 1858.
L'attuale parrocchiale venne edificata nel 1891 ad un'unica navata.

## Descrizione

### Interno
Nel presbiterio della parrocchiale è custodita una pala raffigurante la Natività di Maria Vergine e dipinta nel 1591 da Leandro da Ponte, nativo di Bassano del Grappa. Un'altra opera importante è un olio su tela con la Morte della Vergine, risalente al XVII secolo.